# هنری جی. بنت

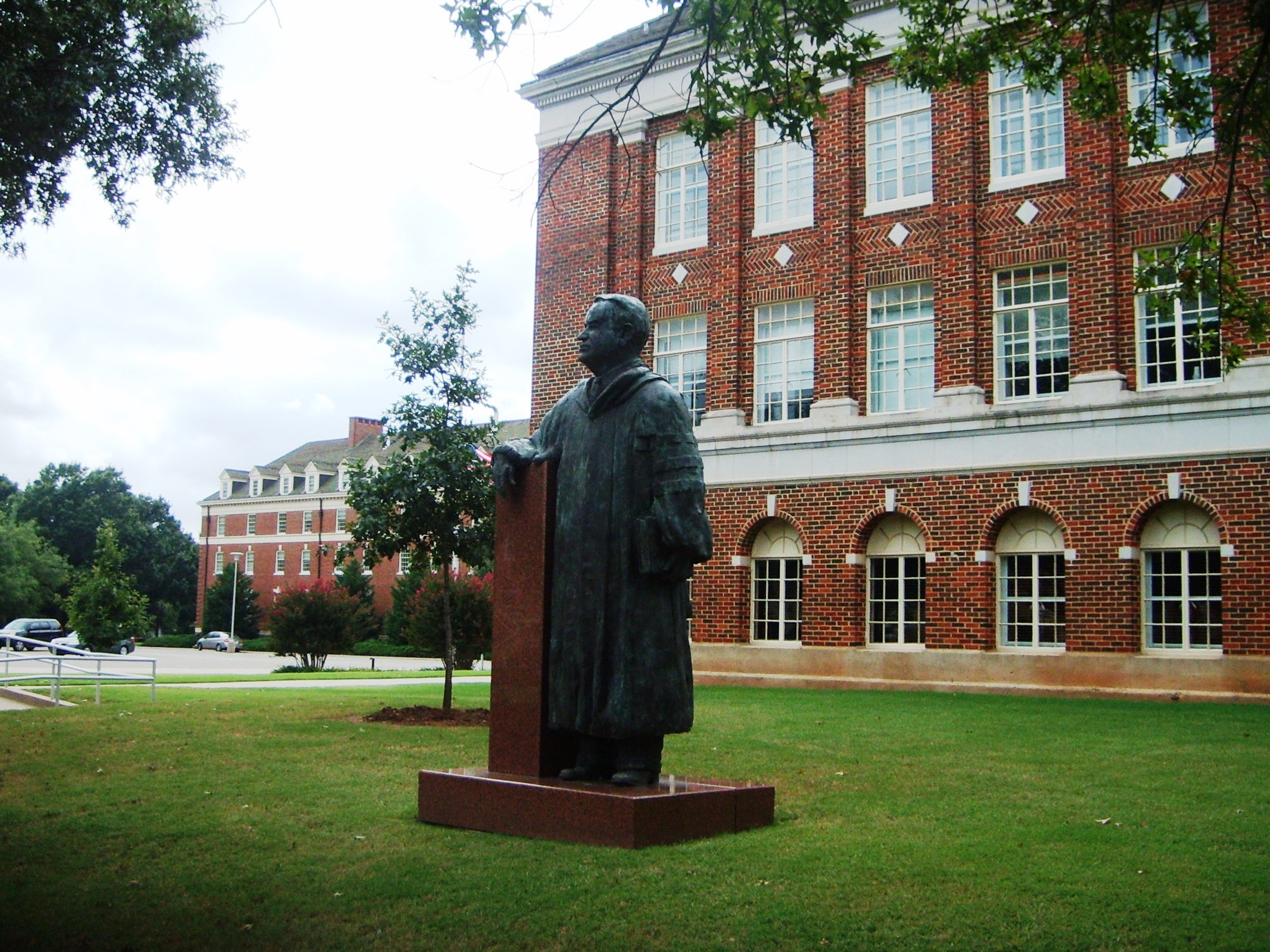
مجسمه هنری جی بنت در محوطه دانشگاه ایالتی اوکلاهاما

هنری جی بنت (۱۴ دسامبر ۱۸۸۶ – ۲۲ دسامبر ۱۹۵۱) یک چهره برجسته آموزشی در اوکلاهاما بود. او به عنوان رئیس دانشگاه ایالتی جنوب شرقی اوکلاهما و دانشگاه ایالتی اوکلاهما خدمت کرد. او توسط هری اس. ترومن،  رییس‌جمهور آمریکا، به عنوان اولین مدیر برنامه اصل چهار که یک برنامه کمک فنی برای کشورهای در حال توسعه بود، منصوب شد.

## سنین جوانی و تحصیل
هنری گارلند بنت در ۱۴ دسامبر ۱۸۸۶ در شهرستان نوادا، آرکانزاس به دنیا آمد. پدرس توماس جفرسون، واعظ باپتیست بود و مادرش  و مری الیزابت برایت بنت نام داشت.   او سه خواهر داشت.  اگرچه خانواده‌اش قبل از یک سالگی به تگزاس نقل مکان کردند، او قبل از سن مدرسه به آرکادلفیا، آرکانزاس بازگشت. بنت در کالج باپتیست اواچیتا تحصیل کرد و در سال 1907 مدرک لیسانس هنر را گرفت 

## حرفه
او پس از اخذ مدرک لیسانس، در یک کالج بازرگانی در تکسارکانا، آرکانزاس شغلی را پذیرفت.  او سرانجام برای تبدیل شدن به یک فروشنده کتاب درسی دست از کار کشید، و در سال ۱۹۰۶، به بازول، اوکلاهاما نقل مکان کرد تا معلم شود.   در سال ۱۹۰۹ سرپرست شهرستان چاکتاو و در سال ۱۹۱۰ سرپرست مدارس دولتی هیوگو شد.

### ریاست ایالت اوکلاهاما جنوب شرقی
او تا سال ۱۹۱۹ به عنوان سرپرست مدارس هیوگو فعالیت کرد تا اینکه پیشنهاد ریاست دانشگاه ایالتی جنوب شرقی اوکلاهاما را پذیرفت.  تحت ریاست وی، دانشگاه از یک پردیس با یک ساختمان اصلی به دانشگاهی با چهار ساختمان آموزشی، یک سالن ورزشی و یک کتابخانه گسترش یافت. بعداً، در حالی که به عنوان یک استاد مدعو تابستانی در دورانت، اوکلاهاما کار می‌کرد، با همسر آینده‌اش ورا پرل کانل، که در ۲۷ ژانویه ۱۹۱۳ ازدواج کرد، ملاقات کرد. آنها پنج فرزند داشتند. 

### ریاست کالج A&M اوکلاهما
بنت در ۱ ژوئن ۱۹۲۸ به عنوان رئیس کالج A&M اوکلاهاما (دانشگاه ایالتی اوکلاهاما کنونی) نامزد شد و تا زمان مرگش در آن‌جا خدمت کرد. هنگامی که بنت رییس این کالج شد، یک مدرسه کوچک و ضعیف با تعداد ورودی کمتر از چهار هزار نفر بود. او «برنامه بیست و پنج ساله» را برای دگرگونی این موسسه در آغاز ریاست خود راه‌اندازی کرد و تا سال ۱۹۵۱، مدرسه با بیش از ۵۰ میلیون دلار بازسازی شد و ورودی به بیش از دوازده هزار افزایش یافت. بعداً در سال ۱۹۴۶، بنت موافقت خود را برای افتتاح یک شعبه فنی در اوکالگی اعلام کرد و برنامه‌های آکادمیک را در مدرسه افزایش داد تا شامل مدارک دکترا شود.
زمانی که در سمت ریاست بود، تحصیلات خود را ادامه داد و در سال ۱۹۲۴ مدرک کارشناسی ارشد را از دانشگاه اوکلاهاما و در سال ۱۹۲۸ از دانشگاه کلمبیا دکترا گرفت 

## انتصاب فدرال و برنامه اصل چهار
در نوامبر ۱۹۵۰، بنت به عنوان اولین مدیر برنامه اصل چهار ، یک برنامه کمک فنی برای کشورهای در حال توسعه، منصوب شد.   بنت عموماً با ایجاد روش استفاده از متخصصان کالج‌ها و دانشگاه‌های آمریکایی برای آموزش به مردم کشورهای دیگر در مورد چگونگی بهبود تولید غذا، مسکن، بهداشت و آموزش با منابع موجود، شناخته می‌شود. در طول مدت حضورش در این برنامه، او به ۳۳ کشور سفر کرد و حدود ۱۰۵ پروژه را تأسیس کرد.

## مرگ
بنت در حالی که در حال انجام یک سفر رسمی برای گفتگو در مورد کمک‌های فنی آمریکا با مقامات ایرانی بود‌، در سانحهٔ سقوط هواپیمای لانگ‌داک مصرایر در نزدیکی تهران، جان باخت. همسرش نیز همراه او بود و در این تصادف کشته شد. بنت در حال بازگشت به یک رویداد دانشجویی در دانشگاه ایالتی اوکلاهما بود.  وزیر امور خارجه دین آچسون، در مراسم یادبود بنت در واشنگتن دی‌سی سخنرانی کرد.  او در قبرستان هایلند، دورانت، اوکلاهما به خاک سپرده شد.  کلیسای یادبود بنت در دانشگاه ایالتی اوکلاهاما یادبودی است برای بنت و همسرش و دانشجویان کالج A&M اوکلاهما که در جنگ جهانی اول و جنگ جهانی دوم کشته شدند. 